# آلن مارک
آلن مارک (به فرانسوی: Alain Marc) شاعر، نویسنده و مقاله‌نویس قرن بیستم میلادی اهل فرانسه است.